# Euphumosia robertsi
Euphumosia robertsi är en tvåvingeart som beskrevs av Hiromu Kurahashi 1991. Euphumosia robertsi ingår i släktet Euphumosia och familjen spyflugor. Inga underarter finns listade i Catalogue of Life.